# 우무나사우루스
우무나사우루스(Umoonasaurus)는 중생대 백악기 중기에 오스트레일리아 근처의 바다에서 살았던 장경룡이다. 속명의 뜻은 화석이 발견된 쿠버 페디 지역을 오스트레일리아의 원주민어로 표현한 'Umoona' 와 도마뱀을 뜻하는 그리스어 'Saurus'가 합쳐진 '우무나 도마뱀'을 의미한다.